# Baglán

Baglán tartomány a térképen

Baglán (perzsául بغلان - Baġlân, Baghlān) város Afganisztán északkeleti részén, Baglán tartományban, nem messze a Kunduz folyótól.

## Fekvése
Kunduz városától mintegy 60 km-rel délre fekvő település. 

## Földrajza
Az északi Hindukusban, 500 méterrel a tengerszint felett található település, a Kunduz folyó völgyében található.

## Történelem
Baglán az 1930-as években a Kabulból a Kunduz folyón átívelő új út eredményeként mára városközponttá nőtte ki magát.Baglán  a vitatott 1964-es feloszlatást megelőzően az északkelet-afganisztáni, mára már megszűnt Qataghan tartomány fővárosa volt.
Baglán a közép-ázsiai ország északkeleti részén fekvő, azonos nevű Baglán tartomány legfontosabb városa és névadója. A tartomány fővárosa azonban Pol-e Chomri. 
A Pol-e Chomri és Kunduz közötti aszfaltút mentén fekvő város három kerületből áll. Részei: Baghlan-e Kohna (Régi Baglán) északon, Baghlan-e Jadid (Új Baglán) középen és Fabrica délen. A város lakossága 83 117 fő.

## Gazdaság
Cukorrépa-termesztő vidék központja, cukorgyára is van, továbbá jelentős a pamutipara is. Az ipari fejlődés előmozdította a népesség gyors ütemű növekedését.

## Lásd még
Afganisztán városai